# Rafael Mea Vitali
Rafael Mea Vitali (Caracas, 17 febbraio 1975) è un ex calciatore venezuelano, di ruolo difensore.
È il fratello di Miguel Mea Vitali, anch'egli calciatore.

## Carriera

### Club
Ha giocato prevalentemente per il Caracas Fútbol Club, e ha anche avuto un'esperienza in Europa, al Waldhof Mannheim.

### Nazionale
Con la Nazionale di calcio venezuelana ha giocato dal 2000 al 2003, disputando la Copa América 2001.